# Psiloderces elasticus
Psiloderces elasticus is een spinnensoort uit de familie Psilodercidae. De soort komt voor in Sri Lanka.